# Geografia do Suriname
Antiga colônia neerlandesa, a atual República do Suriname é um país sul-americano, delimitado ao norte pelo Oceano Atlântico; a leste pela Guiana Francesa; ao sul pelo Brasil e a oeste pela Guiana. A maior parte do Suriname encontra-se inserida no Escudo das Guianas e, a superfície do país, que tem por capital Paramaribo, é de 163.265 km².
Localizado na região equatorial, o Suriname apresenta clima quente e úmido e vegetação florestal na maior parte de seu território.

## Demografia
Sua população de, aproximadamente, 420.000 habitantes têm a seguinte composição:
- 35% - negros e mulatos;
- 35% - descendentes de de indianos e de outros países asiáticos;
- 30% - indígenas e europeus.